# Laurent Castellana
Laurent Castellana (Luik, 17 januari 1987) is een Belgische voetballer, die als verdediger speelt.
Van 2005 tot en met het seizoen 2011-2012 speelde hij bij MVV Maastricht. Na een jaar in Bulgarije komt hij sinds 2013 uit voor RC Fleurus. In 2014 ging hij naar Châtelet SC. In het seizoen 2019/20 ging hij voor Olympic Charleroi spelen.

## Carrière
| Seizoen | Club                | Land       | Competitie     | Wedstrijden | Doelpunten |
| ------- | ------------------- | ---------- | -------------- | ----------- | ---------- |
| 2005/06 | MVV                 | Nederland  | Eerste divisie | 18          | 0          |
| 2006/07 | MVV                 | Nederland  | Eerste divisie | 19          | 0          |
| 2007/08 | MVV                 | Nederland  | Eerste divisie | 18          | 0          |
| 2008/09 | MVV                 | Nederland  | Eerste divisie | 27          | 1          |
| 2009/10 | MVV                 | Nederland  | Eerste divisie | 21          | 0          |
| 2010/11 | MVV Maastricht      | Nederland  | Eerste divisie | 29          | 0          |
| 2011/12 | MVV Maastricht      | Nederland  | Eerste divisie | 32          | 0          |
| 2012/13 | Etar Veliko Tarnovo | Bulgarije  |                |             |            |
| Totaal  | Bijgewerkt tot      | 26-02-2011 |                | 134         | 2          |